# Aleksandr Briuchankow
Aleksandr Aleksandrowicz Briuchankow (ros. Александр Александрович Брюханков; ur. 12 kwietnia 1987 w Rybińsku) – rosyjski triathlonista.
Srebrny medalista mistrzostw świata i Europy juniorów z 2006. Brązowy medalista mistrzostw Europy na dystansie olimpijskim z 2009.
Trzykrotny olimpijczyk (2008 – 24. miejsce, 2012 – 7. miejsce i 2016 – nie ukończył rywalizacji).
W październiku 2021 został ukarany trzyletnią dyskwalifikacją za stosowanie niedozwolonych środków dopingujących (erytropoetyna), biegnącą od 19 czerwca 2021.